# Volcan de boue
Ne doit pas être confondu avec Volcan ou Mare de boue.

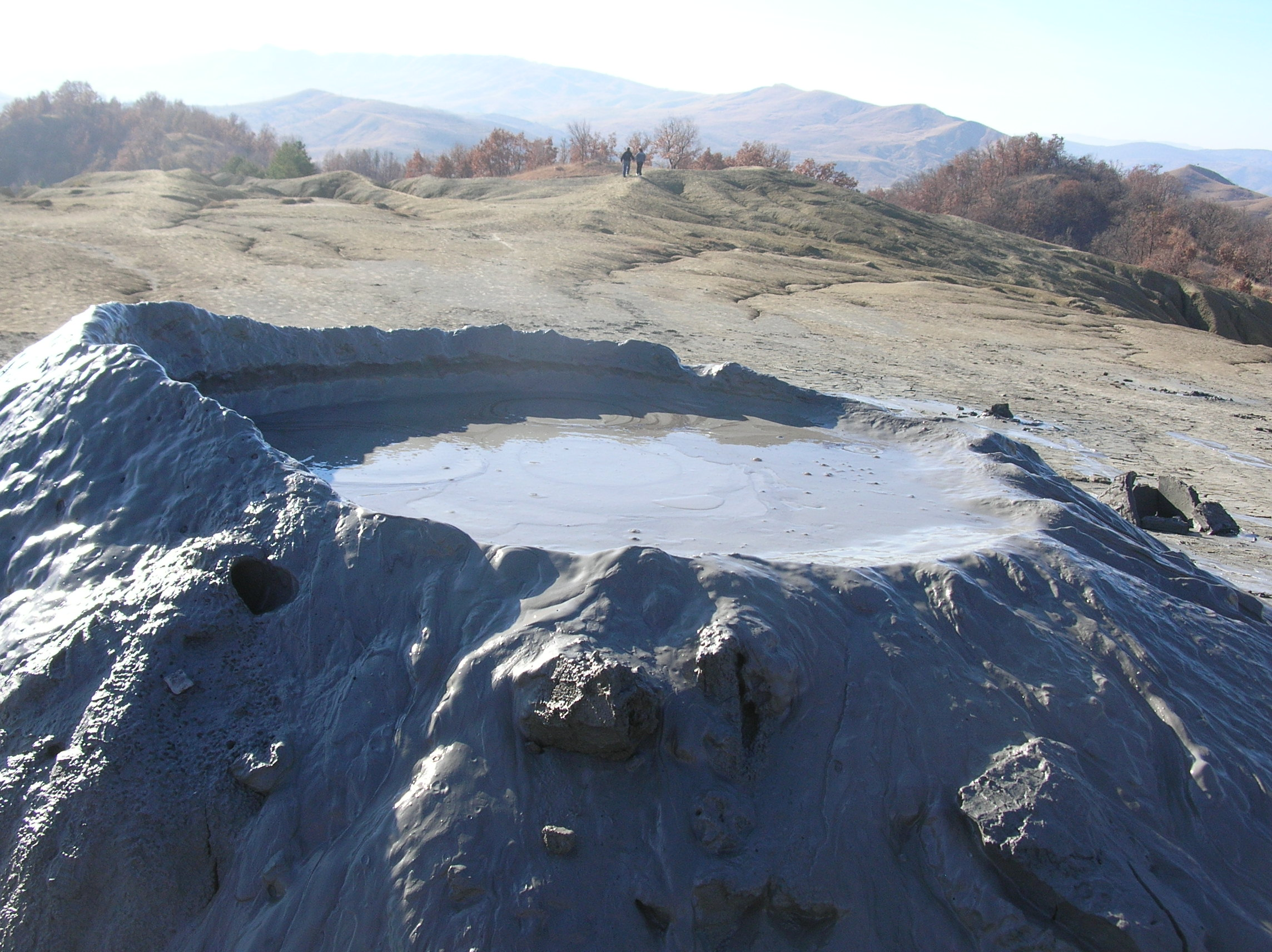
Volcan de boue à Berca (Roumanie).

Un volcan de boue ou volcan d'asphalte, souvent associé à une salse émettant de l'eau salée, est une formation géologique en général de taille modeste. Les plus grands connus ont toutefois 10 km de diamètre et atteignent 600 mètres de hauteur. Plus de 2 500 sont répertoriés dans le monde.

## Description

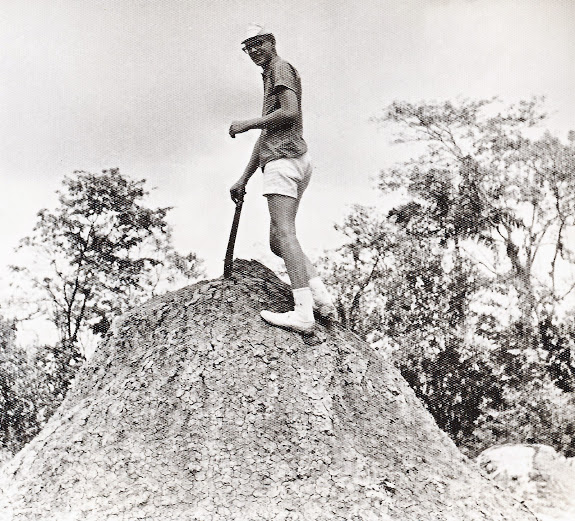
Volcan de boue sur la Trinité (île).

Ces formations de boues, autrefois appelés salses lorsqu'ils paraissaient de taille modeste, sont la conséquence de l'expulsion de :
- gaz souvent abondant, principalement à base de méthane et d'hydrocarbures légers, mais également du dioxyde de carbone et de l'azote avec de la vapeur d'eau assez chaude ;
- boue, c'est-à-dire d'argiles et d'eau.

L'eau est souvent chargée de sels minéraux, qui la rendent acide ou salée. Les petites salses étaient nommées salinelles, lorsque les émanations salées, voire argileuses, étaient exploitables pour l'industrie céramique et verrière. La sortie continuelle de boues édifie, par ces coulées successives plus ou moins lentes, des collines argileuses, très souvent salées ou imprégnées d'hydrocarbures. La boue qui continue de s'épancher à la partie supérieure par petits cônes constitue des champs de boues. Ainsi se formaient à la Belle Époque les remarquables salses du Caucase, en particulier de Bakou, se déployant sur 150 à 400 mètres, émettant des gaz d'hydrocarbures légers et recelant du pétrole ou combustible à base d'hydrocarbures plus lourds. Il en existe aussi en divers sites en Crimée, le long de la mer d'Azov, dans de nombreuses localités en Italie centrale, en Sicile, à Tara[Où ?], etc.
On trouve également des volcans de sédiments encore actifs sous l'eau, dont devant certains estuaires, dans certaines baies, ou dans l'extrême nord de la mer du Nord par exemple. Ils peuvent mesurer plus de 1 km de diamètre (plus d'une vingtaine au nord de la mer du Nord) et former des monts sous-marins.

## Mécanisme
Le mécanisme est identique à celui des volcans ignés. Quand la cohésion et la pression des roches au-dessus du réservoir deviennent insuffisantes, les gaz se frayent un chemin à travers celles-ci en entraînant des solides et des fluides. Au cours de la montée, les fluides dégazent en raison de la baisse de pression, produisant une émulsion de densité beaucoup plus faible qui accélère le mouvement par l'effet de la poussée d'Archimède et diminue encore la pression au-dessus du réservoir.
L'éruption de boues s'accompagne généralement d'une ignition des gaz, pouvant former des flammes de plusieurs centaines de mètres de haut, et pour les plus importants d'entre eux, de la création de fissures géologiques.

## Occurrences

### Sur Terre
En 2018, 2 508 volcans de boue, répartis dans 42 zones géographiques différentes, étaient répertoriés dans le monde. Parmi les zones les plus riches en volcans, on compte l'Azerbaïdjan, le versant ouest du Bassin sud-caspien, la Méditerranée orientale (zone de subduction et delta du Nil), Trinidad et sa zone maritime orientale, la Chine, les États-Unis (Golfe du Mexique et sa côte, Barbade et Petites Antilles), avec de nombreuses autres zones comportant moins de 100 volcans.

### Sur Mars
Divers reliefs de Mars, dans les lowlands comme dans les highlands et aussi au fond de Valles Marineris, sont attribués à un volcanisme de boue. Les résultats de cette découverte ont été publiés dans Nature Geoscience, le 18 mai 2020. Ils suggèrent que « le volcanisme sédimentaire peut se manifester sur Mars ».

## Exemples
- Macalube (Italie)

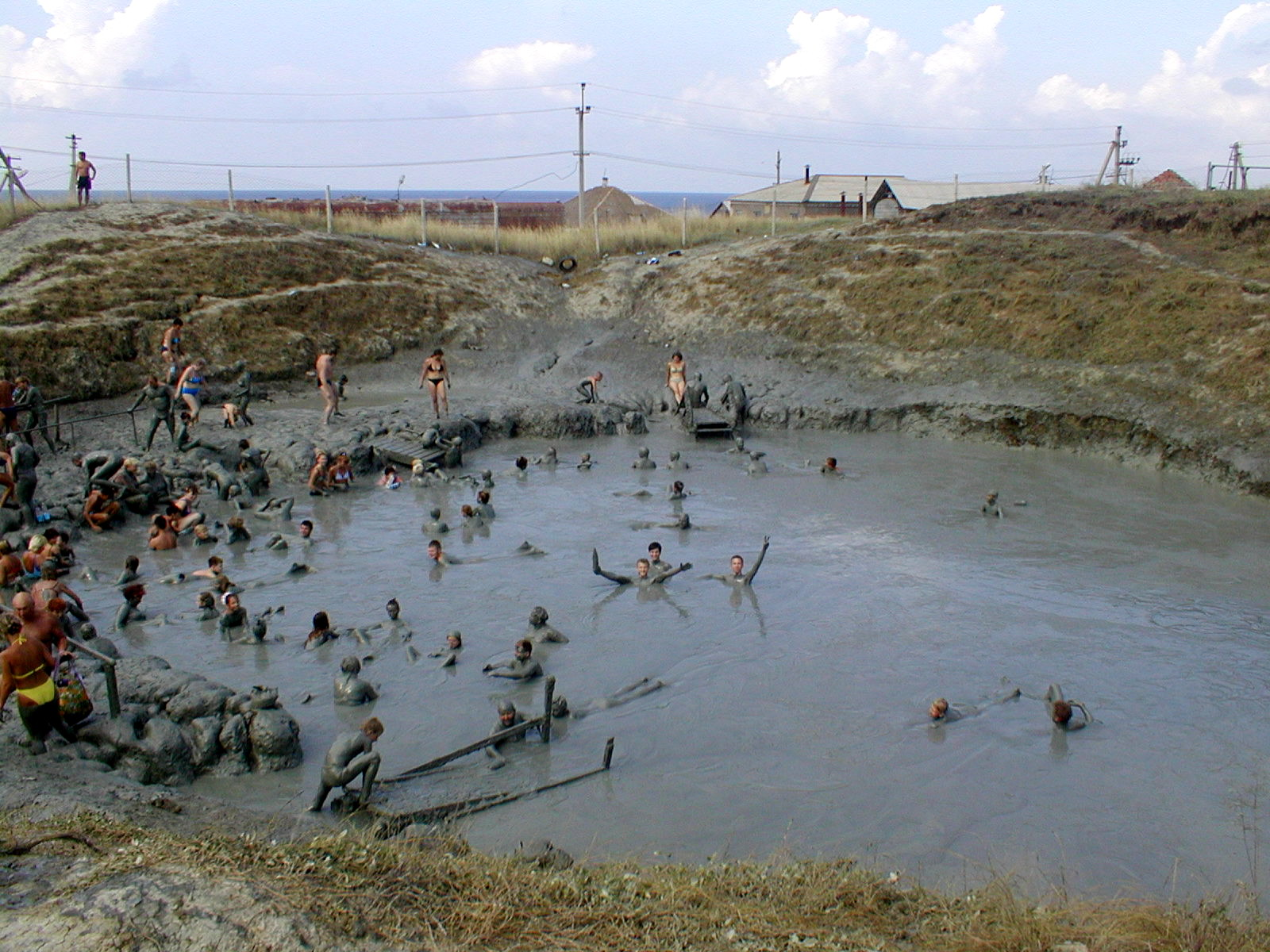
Volcan de boue près de Goloubitskaïa au bord de la mer d'Azov en Russie.

- Volcan de boue de Bledug Kuwu (Indonésie)
- Volcans de boue de Berca (Roumanie)
- Volcan de boue de Sidoarjo (Indonésie)
- Zalzala Jazeera (Pakistan)
- Le Mud Volcano (volcan de boue) de Yellowstone porte un nom trompeur. Il s'agit de sources chaudes, de marmites de boue et de fumerolles situées dans la caldeira, au-dessus d'une chambre de magma proche de la surface, plutôt que d'un véritable volcan de boue.

### Le cas Sidoarjo
Le 28 mai 2006, un nouveau volcan de boue est apparu en Indonésie, pendant, et peut-être à cause d'un forage pétrolier mené par la compagnie pétrolière indonésienne PT Lapindo Brantas.  
En août 2006, il produisait quotidiennement environ 50 000 m3 de boue à 60 °C. 
Les quantités ont augmenté depuis, pour atteindre 125 000 m3 en septembre 2006 et 175 000 m3 en février 2007 provoquant le déplacement forcé de plus de 13 000 personnes, 8 000 maisons, 18 écoles, 25 entreprises.